# Liste de portraits équestres
Le portrait équestre correspond au portrait d’un personnage figuré à cheval, hors contexte narratif. Au contraire, le portrait à cheval est justement caractérisé par son contexte narratif.

## Liste de quelques portraits équestres
| Année de réalisation    | Visuel | Technique         | Dimension      | Titre                                                          | Artiste              | Lieu de conservation                                   |
| ----------------------- | ------ | ----------------- | -------------- | -------------------------------------------------------------- | -------------------- | ------------------------------------------------------ |
| 1548                    |        | Huile sur toile   | 332 × 279 cm   | Charles Quint à cheval à Mühlberg                              | Titien               | Musée du Prado, Madrid                                 |
| 1603                    |        | Huile sur toile   | 289 × 205 cm   | Portrait équestre du duc de Lerme                              | Pierre Paul Rubens   | Musée du Prado, Madrid                                 |
| 1606                    |        | Huile sur toile   | 265 × 188 cm   | Portrait équestre de Giovanni Carlo Doria                      | Pierre Paul Rubens   | Galleria nazionale di palazzo Spinola, Gênes           |
| 1620                    |        | Huile sur toile   | 191 × 123 cm   | Portrait équestre de l'Empereur Charles Quint                  | Antoine van Dyck     | Musée des Offices, Florence                            |
| 1625                    |        | Huile sur bois    | 44 × 49 cm     | Portrait équestre de Georges Villiers, duc de Buckingham       | Pierre Paul Rubens   | Musée d'art Kimbell, Fort Worth                        |
| 1626-1627               |        | Huile sur toile   | 286 × 151 cm   | Portrait équestre d'Anton Giulio Brignole-Sale                 | Antoine van Dyck     | Musei di Strada Nuova, Gênes                           |
| 1628-1636               |        | Huile sur toile   | 301 × 314 cm   | La Reine Isabelle de France à cheval                           | Diego Vélasquez      | Musée du Prado, Madrid                                 |
| 1633                    |        | Huile sur toile   | 368 × 270 cm   | Charles Ier à cheval avec Monsieur de Saint Antoine            | Antoine van Dyck     | Château de Windsor, Windsor                            |
| 1634                    |        | Huile sur toile   | 315 × 236 cm   | Portrait équestre du prince Thomas de Savoie-Carignan          | Antoine van Dyck     | Galerie Sabauda, Turin                                 |
| 1634                    |        | Huile sur toile   | 301 × 314 cm   | Philippe IV à cheval                                           | Diego Vélasquez      | Musée du Prado, Madrid                                 |
| 1634                    |        | Huile sur toile   | 305 × 242 cm   | Portrait équestre de Francisco de Moncada                      | Antoine van Dyck     | Musée du Louvre, Paris                                 |
| 1634-1635               |        | Huile sur toile   | 297 × 212 cm   | La Reine Marguerite d'Autriche à cheval                        | Diego Vélasquez      | Musée du Prado, Madrid                                 |
| 1634-1635               |        | Huile sur toile   | 300 × 212 cm   | Philippe III à cheval                                          | Diego Vélasquez      | Musée du Prado, Madrid                                 |
| 1635                    |        | Huile sur toile   | 209 × 173 cm   | Le Prince Baltasar Carlos à cheval                             | Diego Vélasquez      | Musée du Prado, Madrid                                 |
| 1635-1640               |        | Huile sur toile   | 123 × 85 cm    | Portrait équestre de Charles Ier d'Angleterre                  | Antoine van Dyck     | Musée du Prado, Madrid                                 |
| 1636-1637               |        | Huile sur toile   | 144 × 96,5 cm  | La Leçon d'équitation du prince Balthazar Carlos               | Diego Vélasquez      | Collection particulière                                |
| 1637-1638               |        | Huile sur toile   | 367 × 292 cm   | Portrait équestre de Charles Ier                               | Antoine van Dyck     | National Gallery, Londres                              |
| 1638                    |        | Huile sur toile   |                | Le Duc d'Arenberg                                              | Antoine van Dyck     | Holkham Hall, Holkham                                  |
| 1638                    |        | Huile sur toile   | 313 × 239 cm   | Gaspar de Guzmán, comte-duc d'Olivares, à cheval               | Diego Vélasquez      | Musée du Prado, Madrid                                 |
| 1661                    |        | Huile sur toile   | 295 × 357 cm   | Le chancelier Séguier                                          | Charles Le Brun      | Musée du Louvre, Paris                                 |
| 1668                    |        | Huile sur toile   | 329 × 257 cm   | Portrait équestre de Louis XIV                                 | Charles Le Brun      | Musée de la Chartreuse de Douai, Douai                 |
| 1739 ou 1758            |        | Peinture sur soie | 322,5 × 232 cm | L'Empereur Qianlong en armure cérémonielle et à cheval         | Giuseppe Castiglione | Musée national du Palais, Taipei                       |
| 1781                    |        | Huile sur toile   | 304 × 218 cm   | Portrait du comte Stanislas Potocki                            | Jacques-Louis David  | Musée national de Varsovie, Varsovie                   |
| milieu du XVIIIe siècle |        | Huile sur toile   |                | Portrait équestre de Charles de Bourbon                        | Francesco Liani      | Musée de Capodimonte, Naples                           |
| milieu du XVIIIe siècle |        | Huile sur toile   | 315 × 258 cm   | Portrait équestre de Marie-Amélie de Saxe                      | Francesco Liani      | Musée de Capodimonte, Naples                           |
| 1799                    |        | Huile sur toile   | 338 × 282 cm   | La reine Marie-Louise de Bourbon-Parme à cheval                | Francisco de Goya    | Musée du Prado, Madrid                                 |
| 1800                    |        | Huile sur toile   | 336 × 282 cm   | Charles IV d'Espagne à cheval                                  | Francisco de Goya    | Musée du Prado, Madrid                                 |
| 1801                    |        | Huile sur toile   | 260 × 221 cm   | Bonaparte franchissant le Grand-Saint-Bernard                  | Jacques-Louis David  | Château de Malmaison, Rueil-Malmaison                  |
| 1803                    |        | Huile sur toile   | 306 × 242 cm   | Le Premier Consul distribuant les sabres d'honneur             | Antoine-Jean Gros    | Château de Malmaison, Rueil-Malmaison                  |
| 1808                    |        | Huile sur toile   | 285 × 205 cm   | Portrait équestre de Ferdinand VII                             | Francisco de Goya    | Académie royale des beaux-arts Saint-Ferdinand, Madrid |
| 1812                    |        | Huile sur toile   | 343 × 280 cm   | Portrait équestre de Joachim Napoléon, roi de Naples           | Antoine-Jean Gros    | Musée du Louvre, Paris                                 |
| 1812                    |        | Huile sur toile   | 349 × 266 cm   | Officier de chasseurs à cheval de la garde impériale chargeant | Théodore Géricault   | Musée du Louvre, Paris                                 |
| 1845                    |        | Huile sur toile   | 325 × 259 cm   | Le Khalife de Constantine                                      | Théodore Chassériau  | Musée de l'Histoire de France, Versailles              |
| 1858                    |        | Huile sur toile   | 300 × 210 cm   | Portrait équestre de Napoléon III                              | Alfred de Dreux      | Musée de l’Armée, Paris                                |
| 1863                    |        | Huile sur toile   | 45,5 × 38,5 cm | Napoléon Ier en 1814                                           | Ernest Meissonier    | Musée de l’Armée, Paris                                |